# Даймонд-Гед

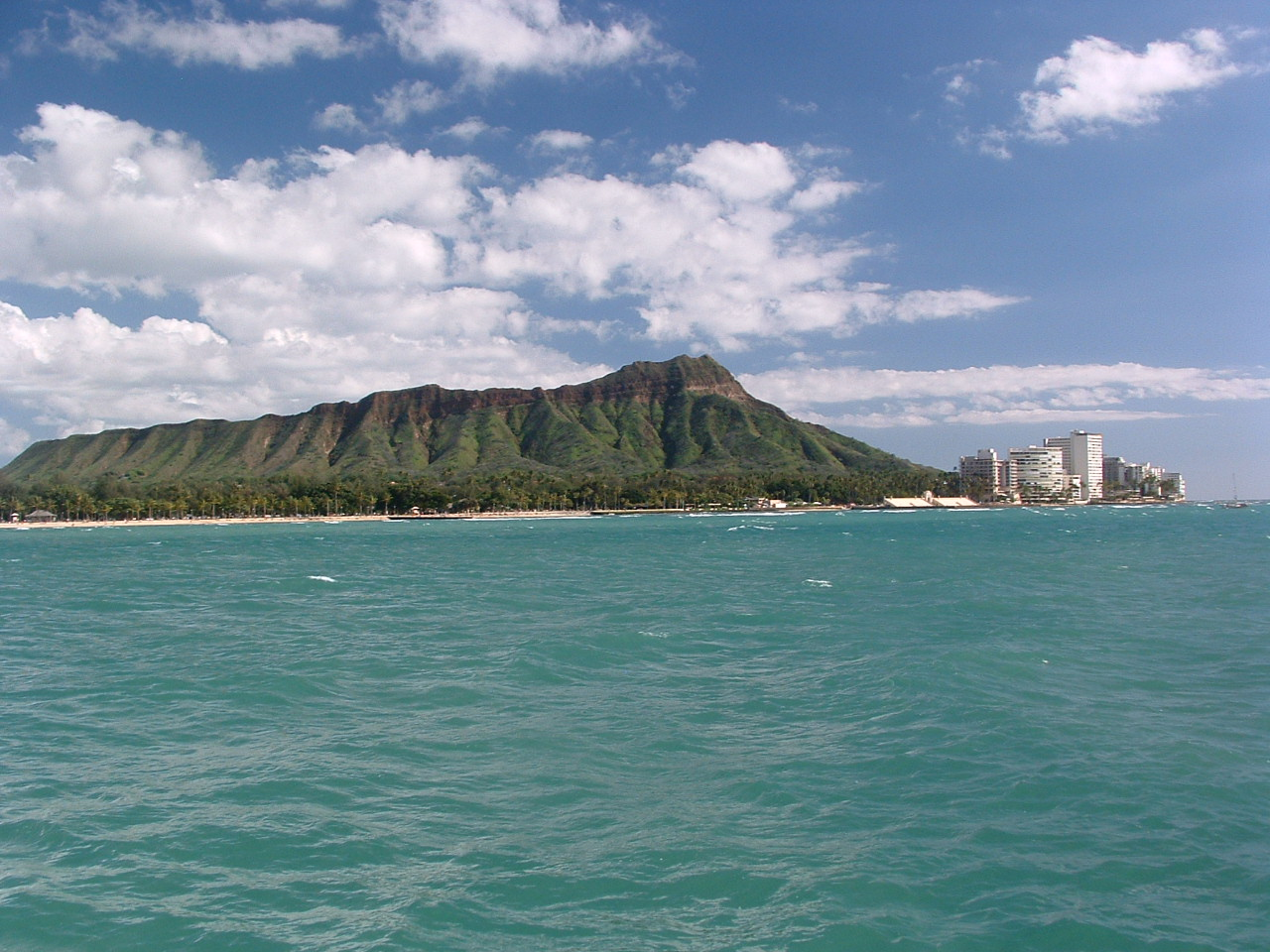
Даймонд Гед

Да́ймонд-Гед («Діама́нтова голова»; англ. Diamond Head) — кратер вулкану на острові Оаху, розташований на східному березі Вайкікі (у Гонолулу), висотою 232 м. Даймонд-Геду приблизно 200 тис. років. Мовою гавайців гора відома як Лей Агі (Lē'ahi). Англійську назву їй дали британські моряки у 19 столітті, невірно витлумачивши кришталь у скелі як діаманти.
Екскурсія пішки до краю кратера приваблює численних туристів. З краю кратера відкривається вид на пляжі Вайкікі й води Тихого океану.

## Геологія
Дайамонд-Гед — частина цілого комплексу вулканічних конусів, вивідних каналів і лавових потоків, що виникли в результаті серії вивержень вулкана Коолау (гав. Ko'olau), відомих як Гонолулська вулканічна серія, що трапилися набагато пізніше того часу, коли вулкан сформувався і заснув. Її результатом стали багато місцевих геологічних пам'яток, такі як кратер Панчбол, затока Ханаума, Коко-Гед і острів Манана.
Геологічно Дайамонд-Гед набагато молодший, ніж основна маса вулканічного хребта Коолау. У той час, як вік хребта приблизно 2,6 мільйона років, вік Дайамонд-Геда, на думку більшості фахівців, приблизно 200 000 років. Вулкан остаточно згас приблизно 150 000 років тому.
Виверження, в результаті якого виник кратер, швидше за все було короткочасним і тривало не більше декількох діб. За оцінками фахівців це був потужний вибух. Коли кратер був спочатку сформований, рівень моря, як вважають, був вищим, і вибух прорвався по кораловому рифу. Іншим фактором утворення кратера могла бути магма, що входила в контакт з ґрунтовими водами. Відносно короткий період виверження, як думають, пояснює симетричну будову конуса кратера Дайамонд-Гед. Так як тип численних вивержень, які утворили Дайамонд-Гед, має тенденцію бути моногенетичним, з геологічної точки зору немає підстав очікувати нових вивержень.
| Вулкан | Це незавершена стаття про вулкан. Ви можете допомогти проєкту, виправивши або дописавши її. |

## Галерея

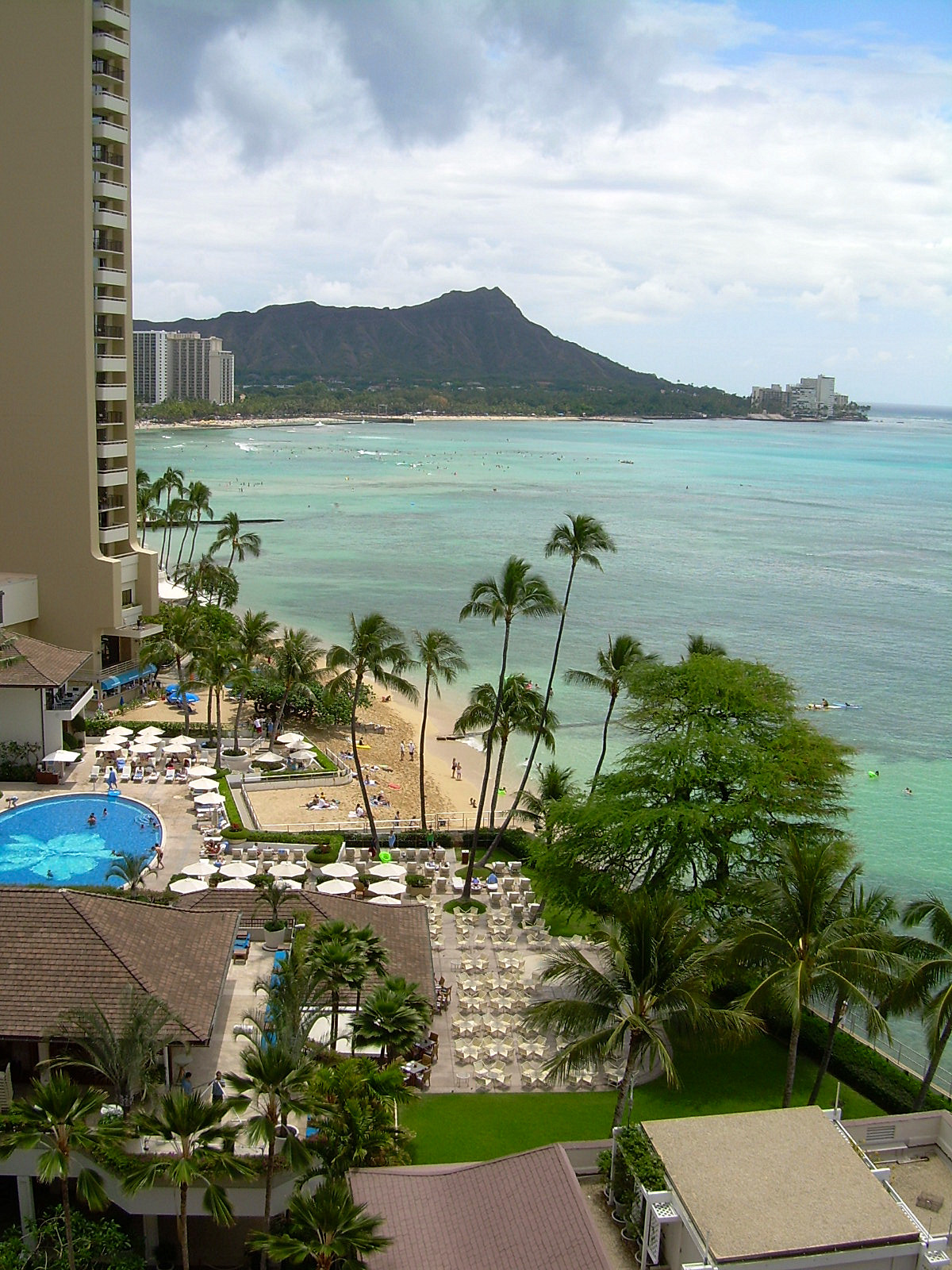
Вид з одного з готелів.
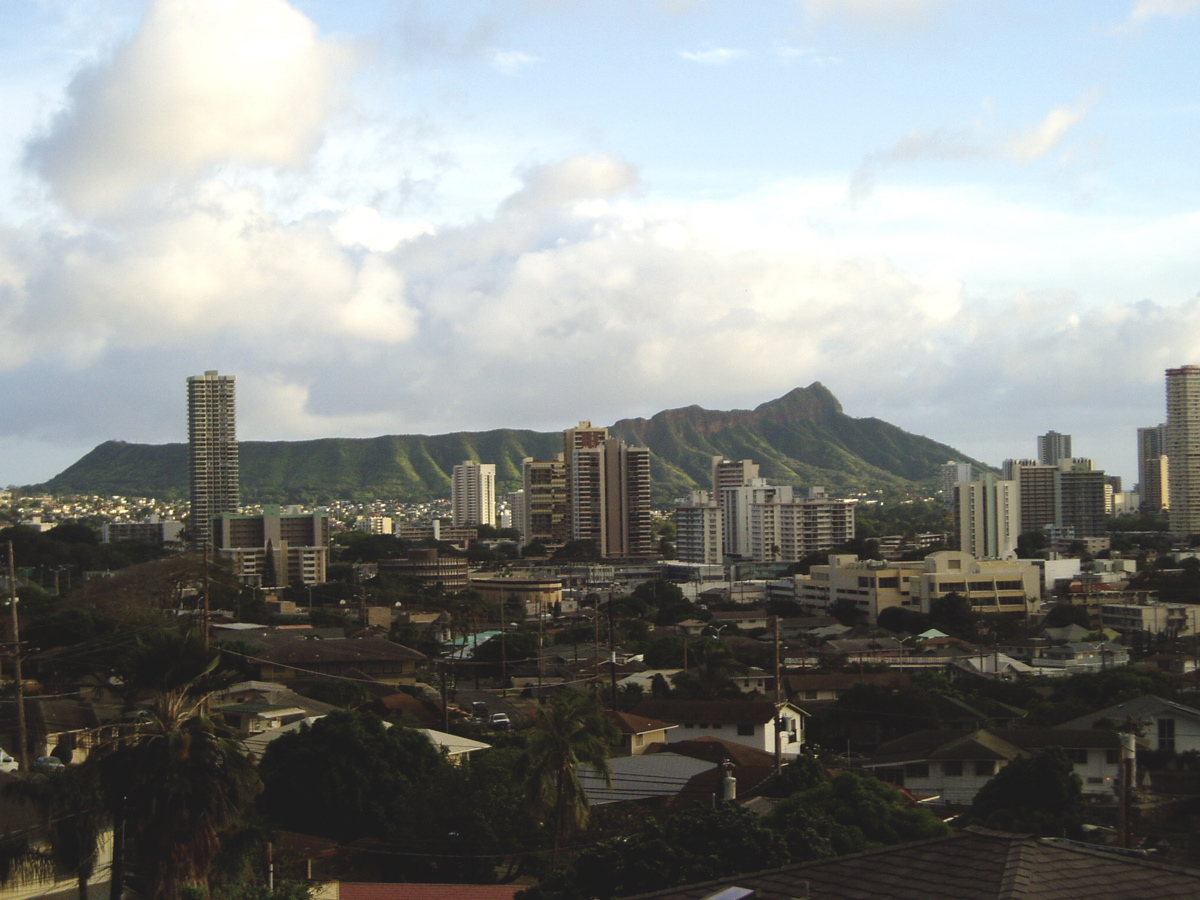
Вид з центру Панчбоул взимку
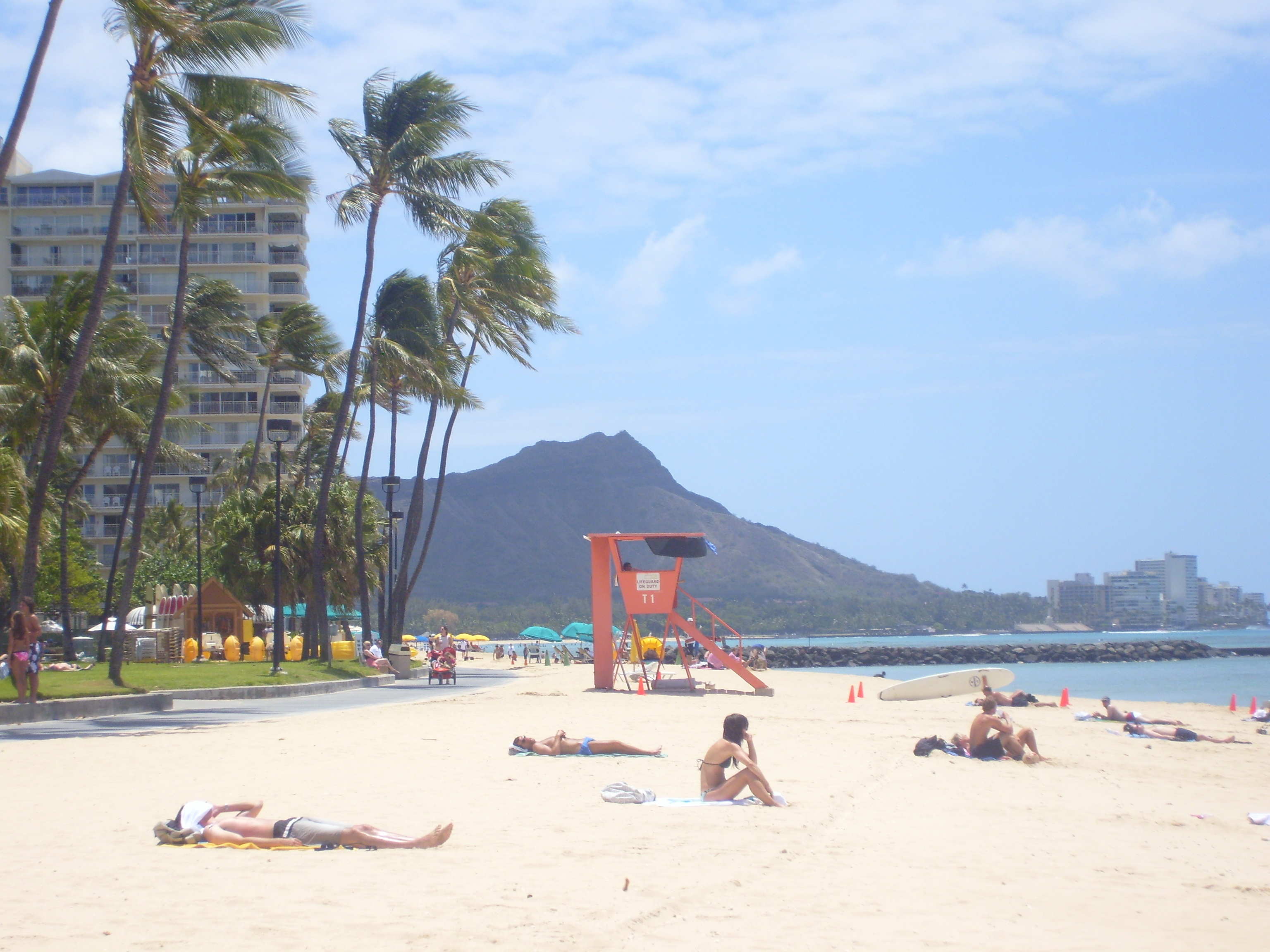
Вид з Вайкікі
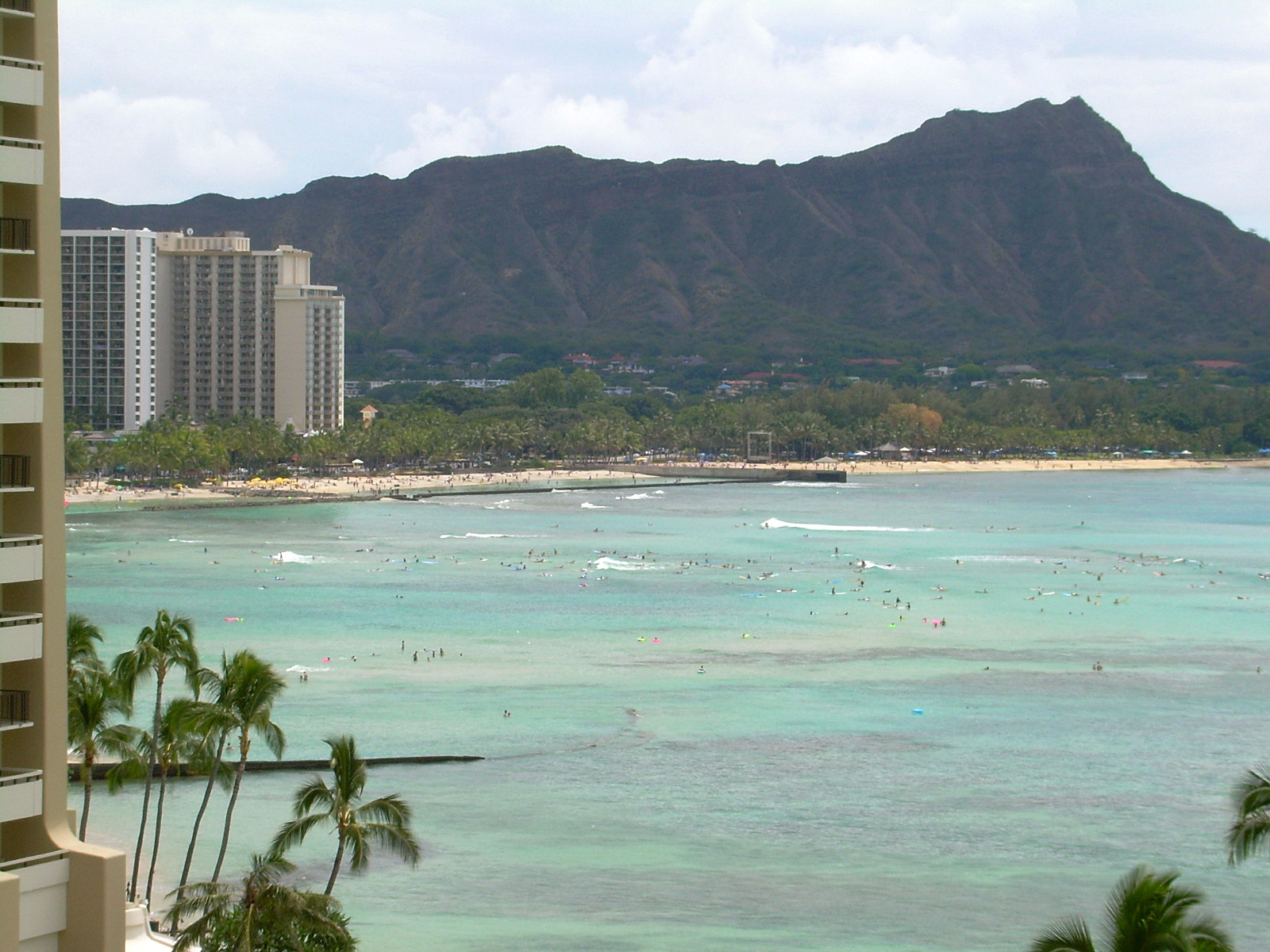
Вид на кратер і пляж
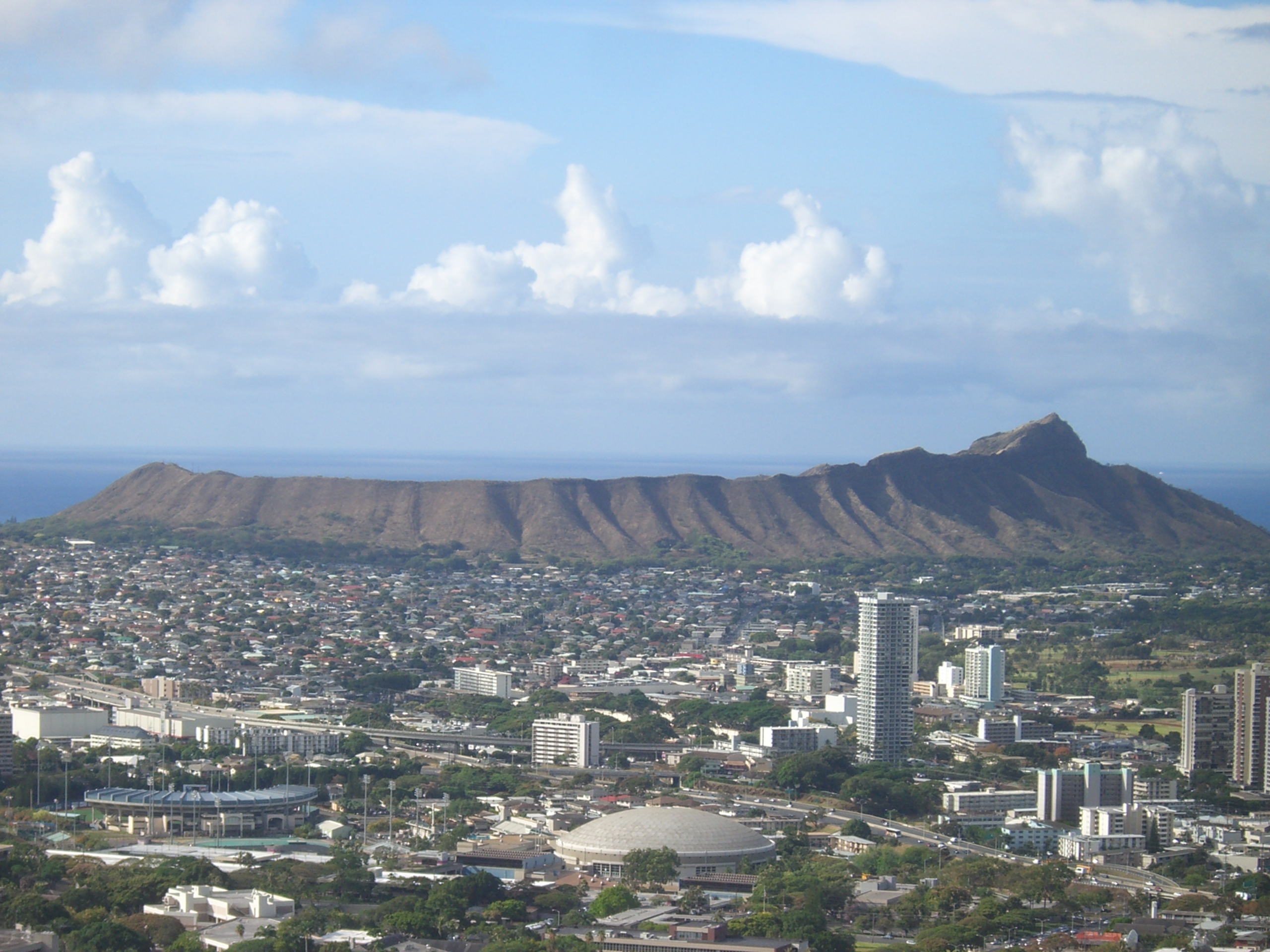
Вид на кратер з Round Top Drive
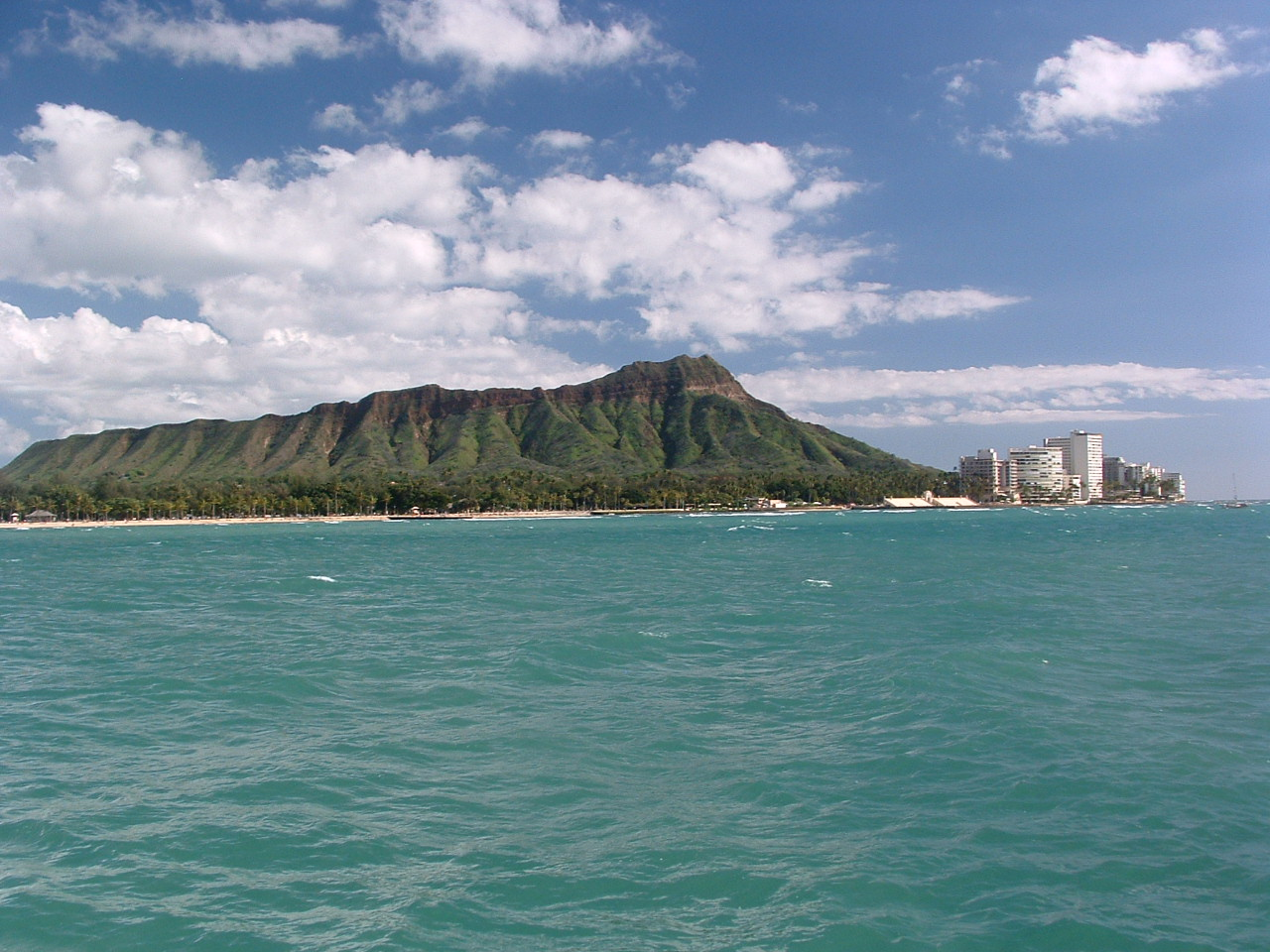
Вид на Дайамонд-Гед з Вайкікі